# Jarosław Gierejkiewicz
Jarosław Gierejkiewicz (ur. 3 września 1965 w Białymstoku) – piłkarz, reprezentant Polski. 

## Sukcesy
- Zdobywca Pucharu Polski w 1992 roku  z Miedzią Legnica

## Reprezentacja Polski
W reprezentacji narodowej rozegrał jeden mecz 5 lipca 1992 z reprezentacją Gwatemali (2:2).
| l.p. | Data         | Miejsce   | Przeciwnik | Rezultat | Rozgrywki  | Grał   | Uwagi |
| ---- | ------------ | --------- | ---------- | -------- | ---------- | ------ | ----- |
| 1.   | 5 lipca 1992 | Gwatemala | Gwatemala  | 2-2      | towarzyski | do 49' |       |